# رياض طه
رياض طه هو صحافي لبناني عريق (1927 - 1980م) اغتيل سنة 1980 بإطلاق النار على سيارته. كان نقيبا للصحافة اللبنانية.

## نبذة
ولد رياض طه في الهرمل (البقاع) سنة 1927. زاول الصحافة مبكرًا في مجلة الطلائع (1945م)، و صحيفة «النضال والدنيا». انتخب نقيبـًا للصحافة عام 1967م.

## أعماله
- 1947: أسس أخبار العالم وهي جريدة أسبوعية
- 1948: سافر  مراسل للصحف من القدس،
- 1949:أسس وكالة أنباء الشرق (1949م)، فكانت من أوائل وكالات الأنباء العربية الخاصة.
- 1950: أسس جريدة الأحد، محققـًا قفزة صحفية مميزة بملاحقها وتبويبها.
- 1953: أصدر جريدة البلاد
- 1955: أسس جريدة الكفاح ومعها أسس دار الكفاح لجميع مشاريعه ومنشآته الصحفية، التي ظل يديرها حتى اغتياله في بيروت.

ترك آثاراً عدة منها: شفتان بخيلتان (1950م)، في طريق الكفاح (1958م)، فلسطين اليوم لا غدًا (1963م)، الإعلام والمعركة (1973م)، قصة الوحدة والانفصال (1974م).